# Rijn en Weert
De Rijn en Weert is een korenmolen in Werkhoven in de provincie Utrecht.
De molen werd in 1882 gebouwd ter vervanging van een molen bij kasteel Beverweerd. De molen bleef tot in de jaren twintig van de twintigste eeuw op windkracht in bedrijf, een elektromotor nam de functie over, waarna van de molen op den duur alleen de stenen romp overbleef. De Stichting Korenmolen Werkhoven heeft zich vanaf 1986 ingezet voor complete restauratie. In 1994 werd de molen weer maalvaardig op windkracht in bedrijf genomen. De roeden zijn 23,7 meter lang en zijn voorzien van het oudhollands wieksysteem met zeilen. De molen maalt wekelijks op vrijwillige basis graan dankzij enkele vrijwillige molenaars.

## Naam
De molen had voor de restauratie geen naam. Aangezien de molen niet ver van de Kromme Rijn ligt en omdat de molen haar bestaan aan kasteel Beverweerd dankt, werd de naam van de molen Rijn en Weert. De combinatie met Rijn is niet onbekend in de provincie Utrecht aangezien de naburige molens in Utrecht en Wijk bij Duurstede respectievelijk Rijn en Zon en Rijn en Lek heten.